# Grenze zwischen Namibia und Sambia

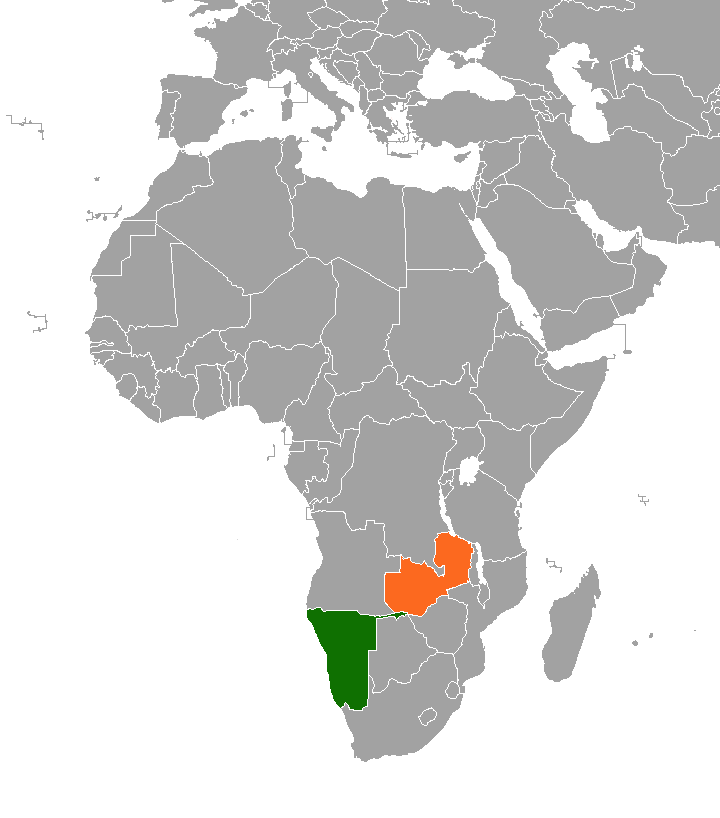
Die Grenze zwischen Namibia (grün) und Sambia (orange)

Die Grenze zwischen der Republik Namibia und der Republik Sambia ist etwa 244 Kilometer lang und verläuft in einem zusammenhängenden Abschnitt vom 17° 38′ 42″ S, 23° 23′ 50″ O im Westen bis 17° 47′ 25″ S, 25° 15′ 42″ O im Osten. 

## Grenzverlauf

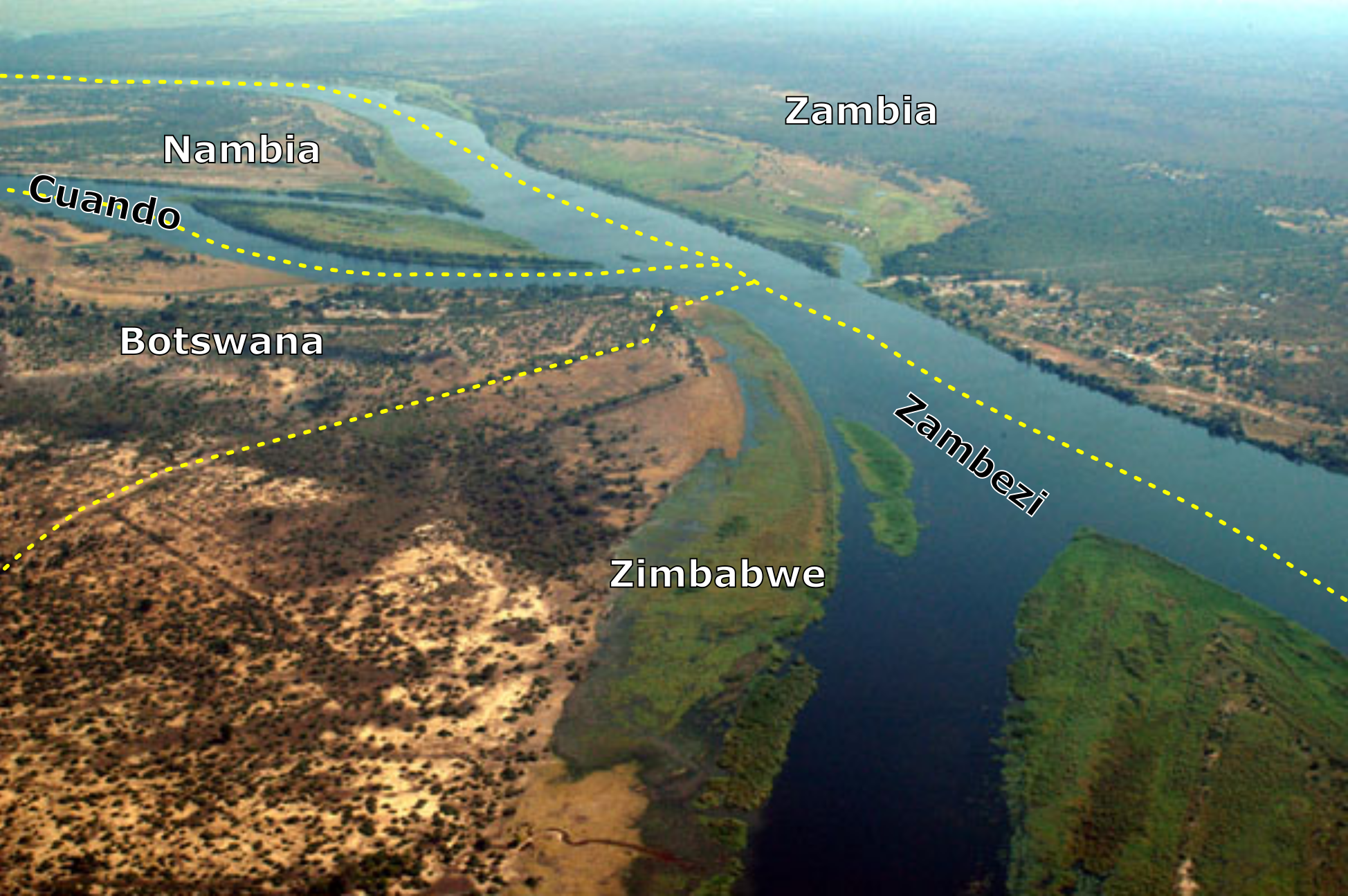
Grenzverlauf im Osten

Die Grenze beider Staaten beginnt im Westen am Cuando und führt nach Osten in einer geraden Linie bis zum Sambesi bei Sesheke. Ab dort folgt die gemeinsame Grenze von Namibia und Sambia dem natürlichen Lauf des Sambesi bis zur Zusammenkunft des Chobe und Sambesi, westlich von Kazungula bei der Insel Kakumba am Ostende des Caprivizipfels.

### Grenzübergänge

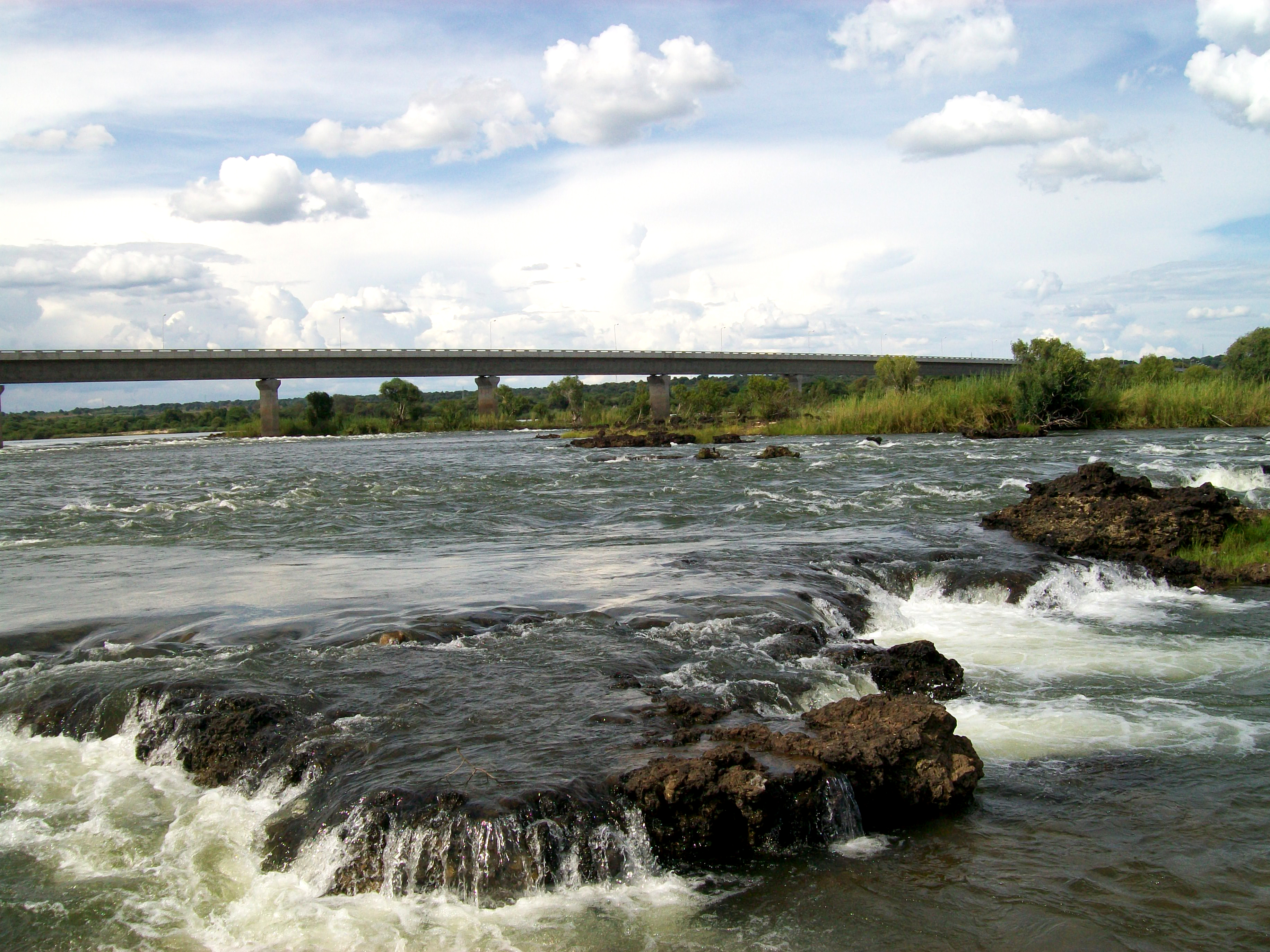
Grenzlage an der Katima-Mulilo-Brücke

Namibia und Sambia haben auf ihrer gemeinsamen Grenze zwei (Stand 2019) Grenzübergänge, von Katima Mulilo (Namibia) über die Katima-Mulilo-Brücke bis nach Sesheke (Sambia) sowie von Kamenga (Namibia) nach Imusho (Sambia).